# トコハナ
「トコハナ」は、やなぎなぎの楽曲。やなぎが作詞、齋藤真也が作曲を手掛けた。やなぎの8枚目のシングルとして2014年6月4日にNBCユニバーサルから発売された。

## 背景・音楽性
本曲はテレビアニメ『ブラック・ブレット』のエンディングテーマに起用された。ヘビィでアグレッシブな曲で、冒頭にはコーラスが取り入れられている。
制作は原作を一通り読んだ上で行われたが、やなぎはその中で蓮の花に関するエピソードが気に入ったためこれを歌詞に反映させたという。なお本作ではやなぎ自身も斎藤に様々な注文をしたという。そしてレコーディングではサビに掴むものを感じたため、心に引っ掛かる感じが出るまで撮り直しを行ったという。

## シングルリリース
2014年6月4日にNBCユニバーサルから発売された。やなぎのシングルとしては前作「三つ葉の結びめ」から4か月ぶりのリリースとなる。
販売形態は初回限定盤（GNCA-0342）と通常盤（GNCA-0343）の2種リリースで、初回限定盤には本曲のPVおよび2014年2月22日に東京国際フォーラムにて行われた「やなぎなぎ1st album発売記念ワンマンライブ「エウアル」アンコールツアー」のダイジェスト映像を収録したDVDが同梱されている。
2曲目「忘れない為に」は、ストリングスとピアノが活躍するバラードソング。同アニメ第4話のエンディングテーマとして使用された。
3曲目「クロスロード」は、アイルランド民謡「Londonderry Air」のカバー曲であり、Z会CMアニメ『クロスロード』の主題歌。やなぎが同作品の主題歌に起用されたのは実は監督の新海誠がやなぎを指名したことによる。新海はレコーディング時やなぎに「Z会の講師のような見守っているような感じで歌ってほしい」とアドバイスしたという。なおやなぎは元々新海のファンであるため、オファーを受けた際快く引き受けたという。ちなみに当曲自体はCMやTwitterなどで話題になっており、特にTwitterに至っては1000回以上ツイートされる程である。

## シングル収録内容
| #         | タイトル                          | 作詞               | 作曲                               | 編曲                                         | 時間  |
| --------- | --------------------------------- | ------------------ | ---------------------------------- | -------------------------------------------- | ----- |
| 1.        | 「トコハナ」                      | やなぎなぎ         | 斎藤真也                           | 斎藤真也                                     | 4:26  |
| 2.        | 「忘れない為に」                  | やなぎなぎ         | やなぎなぎ                         | やなぎなぎ、井内啓二（ストリングスアレンジ） | 4:30  |
| 3.        | 「クロスロード」                  | 新海誠、AKI Oxford | アイルランド民謡 (Londonderry Air) | 多田彰文                                     | 4:49  |
| 4.        | 「トコハナ ＜instrumental＞」     |                    |                                    |                                              | 4:26  |
| 5.        | 「忘れない為に ＜instrumental＞」 |                    |                                    |                                              | 4:30  |
| 6.        | 「クロスロード ＜instrumental＞」 |                    |                                    |                                              | 4:48  |
| 合計時間: | 合計時間:                         | 合計時間:          | 合計時間:                          | 合計時間:                                    | 27:31 |

| #  | タイトル                                                                                              | 作詞 | 作曲・編曲 |
| -- | --- | ---- | ---------- |
| 1. | 「トコハナ」(PV)                                                                                      |      |            |
| 2. | 「やなぎなぎ1st album発売記念ワンマンライブ「エウアル」アンコールツアー【東京公演】ダイジェスト映像」 |      |            |

## チャート
| チャート（2014年）                                 | 最高位 |
| -------------------------------------------------- | ------ |
| オリコン                                           | 12     |
| Billboard JAPAN Hot 100                            | 14     |
| Billboard JAPAN Hot Animation                      | 3      |
| Billboard JAPAN Hot Singles Sales                  | 12     |
| Billboard JAPAN Top Independent Albums and Singles | 2      |
| サウンドスキャンジャパン                           | 16     |

## 収録アルバム
| 曲名     | 収録アルバム   | 発売日         | 備考                  |
| -------- | -------------- | -------------- | --------------------- |
| トコハナ | 『ポリオミノ』 | 2014年12月10日 | 2ndオリジナルアルバム |